# Il reste la poussière
Il reste la poussière est un roman écrit par Sandrine Collette, et paru le 25 janvier 2016 aux Éditions Denoël dans la collection Sueurs Froides.

## Résumé
L'histoire se déroule en Argentine, sur les plateaux de la Patagonie au début du XXe siècle. Le protagoniste Rafael est le cadet de la famille, né après le départ du père. Ses frères, les jumeaux Mauro et Joaquin, ainsi que Steban le muet, le maltraitent. Sa mère est une femme silencieuse, endurcie par le meurtre dissimulé de son mari ivrogne qui la battait. Tous vivent dans une ferme isolée, une estancia, menée avec autorité par la mère de famille qui exploite ses fils, les traite avec indifférence, voire haine. Totalement isolé, Rafael trouve refuge auprès de son cheval et de son chien. Mais un soir, la mère joue l'un de ses fils aux cartes, et les drames s'enchaînent …

## Sources d'inspiration
Une vidéo a été publiée sur la chaîne YouTube de la Librairie Mollat le 11 janvier 2016, dans laquelle l'autrice parle de son roman. Sandrine Collette cite deux œuvres qui ont pu l'influencer : Le Grand Cahier d'Agota Kristof publié en 1986 et Le sillage de l'oubli, de Bruce Machart publié en 2012.

## Réception critique

### Réception médiatique
Il reste la poussière a été accueilli positivement dans les médias.
Pour le prix des lecteurs de L'Express/BFM TV, Myriam Thibault parle d'un huis clos haletant. Pour elle, « Sandrine Collette nous tient en haleine et l'on ne lâche plus le roman avant de l'avoir terminé. Une vraie réussite ! » Marianne Payot donne aussi une critique très positive de ce « huis clos angoissant sur fond de western argentin », et retient le « suspense de ce roman noir psychologique ».

Pour ActuaLitté, Carole Amicel parle d'un roman « réellement troublant », « incontournable » et le décrit comme « un drame rural éternel, quasi mythologique ». Cécile Pellerin parle de « western argentin » et souligne la « nature désolée, presque malveillante » et « omniprésente ». Elle rapproche ce roman du genre nature writing.

Lionel Destremau ira lui aussi dans ce sens, dans un article du Matricule des Anges, décrivant ce roman ainsi :
« On est ici au pays du grand roman noir, saupoudré d’un brin de nature writing, pour livrer un véritable western crépusculaire. Le tour de force consiste à nous immerger dans un paradoxe, à savoir la mise en place d’un huis clos étouffant, oppressant, dans le cadre à l’opposé complètement ouvert des grands espaces[…]. » 
Cette œuvre est rattachée au genre Polar par sa publication dans la collection de littérature policière Sueurs Froides, mais la place que prend la nature dans le récit rapproche aussi ce roman du genre Rural Noir, ou Country Noir.

### Prix et sélections
Le roman reçoit le prix Landerneau polar en 2016.
Il a aussi fait partie des sélections pour les prix suivants : 
- Le Prix des lecteurs de L'Express/BFM TV 2016[9].

- Le Prix du Polar SNCF dans la catégorie romans en 2017[10].
- Le Prix Sud Ouest/Lire en Poche du polar en 2017[11].

## Éditions
- Paris : Denoël, coll. « Sueurs froides », 01/2016, 280 p. (ISBN 978-2-207-13256-2)[1].
- Cergy-Pontoise : À vue d'œil, coll. « 16-17 », 05/2016, 446 p.  (ISBN 979-10-269-0014-6). Livre en grands caractères[12].
- Versailles : Éd. de l’épée, 01/2016, 304 p.  (ISBN 979-10-91211-42-0). Ebook.
- Paris : le Grand livre du mois, 2015, 301 p.  (ISBN 978-2-286-12590-5)
- Paris : Librairie générale française, coll. « Le Livre de poche Thriller » n° 34410, 02/2017, 346 p.  (ISBN 978-2-253-08605-5)